# NGC 5221
NGC 5221 هو اصطدام مجري، يقع في كوكبة العذراء. اكتشف في 12 أبريل 1784، وقد اكتشفه ويليام هيرشل. يبعد عن الأرض 102.05 .، ويبعد عن الأرض 102.4 .

## روابط خارجية
- NGC 5221 على موقع ويكي سكاي: DSS2, SDSS, GALEX, IRAS, Hydrogen α, X-Ray, Astrophoto, Sky Map, Articles and images